# Leon Campbell
Leon Campbell (Cambridge, 20 de enero de 1881-Cambridge, 10 de mayo de 1951) fue un astrónomo estadounidense.
Es conocido por sus observaciones de estrellas variables desde el Observatorio del Harvard College. Trabajó como Registrador de Observaciones para el AAVSO desde sus inicios en 1915, y continuó con esta tarea hasta su jubilación en los años 1940. (El cargo fue posteriormente renombrado como Director del AAVSO.) También publicó numerosos artículos y un par de libros sobre el tema de las estrellas variables.

## Reconocimientos
- "Pickering Memorial Astronomer", hacia 1931.
- Premio al Mérito de la AAVSO, 1944.
- El cráter lunar Campbell[2] lleva este nombre de forma compartida en su honor y en el de su compatriota y también astrónomo William Wallace Campbell (1862-1938).
- Recibió el grado de Maestro Honorario de la Universidad de Harvard en 1949.